# Brice Samba (football, 1994)
Pour les articles homonymes, voir Brice Samba et Samba.
Brice Samba, né le 25 avril 1994 à Linzolo (république du Congo), est un footballeur international français qui évolue au poste de gardien de but au Stade rennais FC.
Il est le fils de Brice Samba, ancien gardien international congolais.
Il est sélectionné en équipe de France depuis 2023 et participe en tant que doublure à l'Euro 2024.

## Carrière

### Carrière en club

#### Le Havre AC
Après être passé par Pacy Vallée d'Eure et ALM Évreux, Brice Samba intègre le centre de formation du Havre AC en 2006. Il passe par toutes les catégories jeunes du Havre avant de signer professionnel en avril 2010, ce qui fait de lui le plus jeune joueur du club à devenir professionnel, le jour de ses 16 ans. Il joue ses premiers matchs en équipe réserve peu de temps après avant de devenir le numéro un la saison suivante. Lors de la saison 2012-2013, il joue ses premiers matchs avec les professionnels en étant titularisé à deux reprises en Coupe de France contre le Brétigny CSF puis contre Saint-Armand FC, n'encaissant qu'un but en deux matchs. Il refuse plusieurs fois de prolonger et le club décide alors de le vendre.

#### Olympique de Marseille

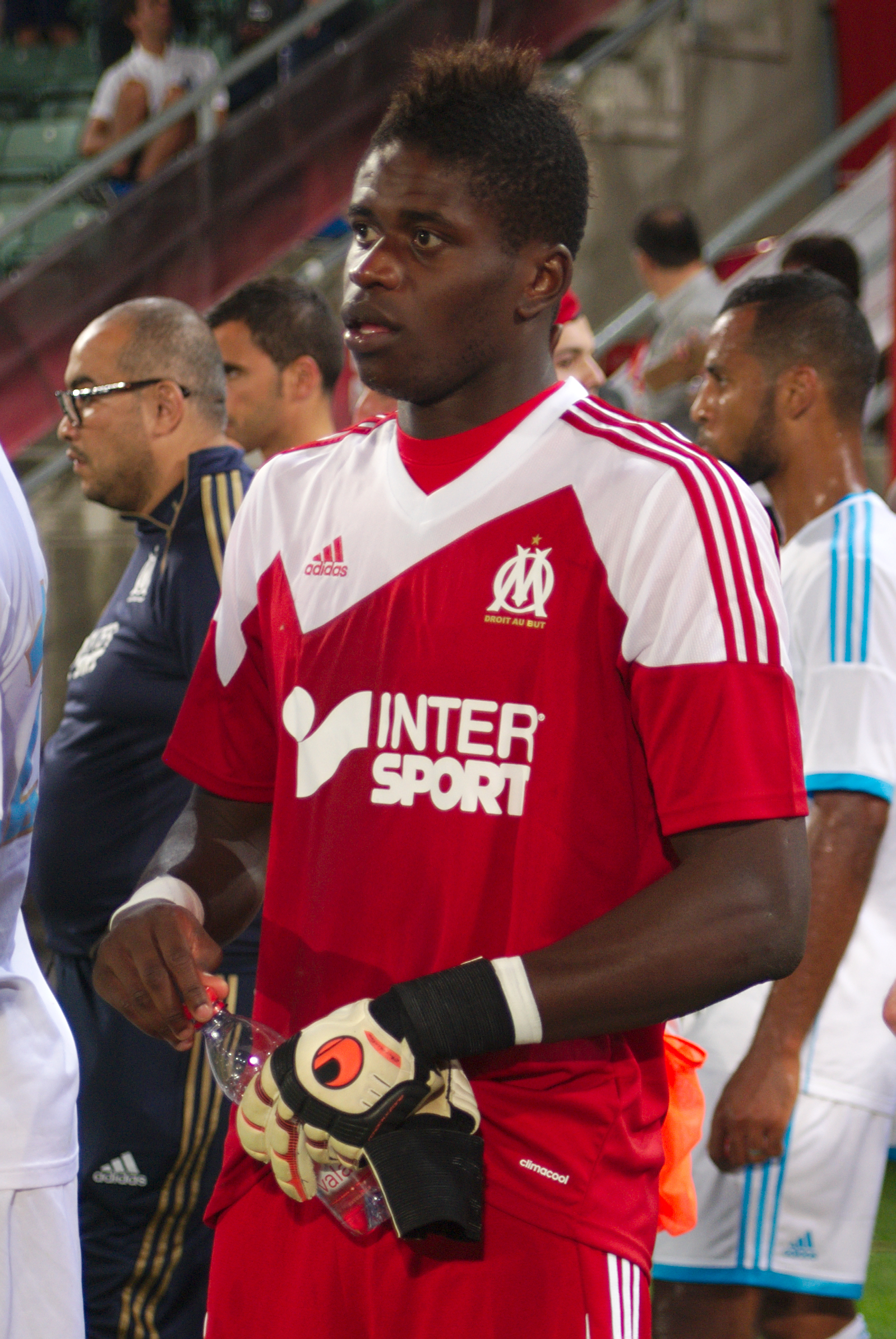
Brice Samba avec l'Olympique de Marseille en 2013.

En janvier 2013, l'Olympique de Marseille recrute le joueur afin de devenir la doublure de Steve Mandanda, qui lui aussi a été formé au Havre. Il signe un contrat de quatre saisons et demi pour un montant estimé à un peu moins d'un demi-million d'euros. Il joue son premier match officiel sous les couleurs marseillaises un an plus tard en étant titulaire lors des 32e de finale de Coupe de France contre le Stade de Reims et tient sa cage inviolée pendant 120 minutes. Lors de la 38e journée de championnat, il entre en jeu à la suite de la blessure de Mandanda et dispute son premier match en Ligue 1.
Lors de la saison suivante, il prend part à deux rencontres de coupes, l'OM y est éliminé dès les premiers tours, en seizièmes de finale face au Stade rennais pour la Coupe de la Ligue (défaite 2-1) et en trente-deuxièmes en Coupe de France à Grenoble (3-3, élimination aux tirs au but 5-4).

##### AS Nancy-Lorraine
Le 9 juillet 2015, il est prêté une saison à l'AS Nancy-Lorraine, évoluant en Ligue 2, afin de gagner du temps de jeu. Il étrenne ses nouvelles couleurs dès le mois d'août en étant titularisé lors des deux premiers tours de Coupe de la ligue, se qualifiant face à Châteauroux (2-1) avant d'être éliminé 5 tirs au but à 4 par Bourg-Peronnas (sur la pelouse de Gueugnon). Il doit ensuite attendre le mois de novembre pour retrouver les terrains, cette fois avec la Coupe de France chez le S.C. Dinsheim, évoluant en division d'honneur (qualification 2-4). Le tour suivant, l'ASNL est éliminé par le FC Sochaux (défaite 1-0). Dans l'ombre de Guy Roland Ndy Assembe, il n'est titularisé en championnat que lors des 23e et 24e journées.
De retour à Marseille pour la saison 2016-2017, il y reprend également son rôle de doublure, s'installant à 38 reprises sur le banc en Ligue 1, Yohann Pelé ne manquant aucune rencontre. Il n'y a pas l'honneur des coupes, Pelé y étant également aligné.

#### SM Caen
En fin de contrat, il rejoint en juin 2017 le Stade Malherbe Caen pour être la doublure de Rémy Vercoutre, y paraphant un contrat de quatre années. Il dispute son premier match avec les normands en Coupe de la Ligue face au FC Lorient (qualification 0-1) avant d'être éliminé par l'AS Monaco le tour suivant (défaite 2-0). Il profite de l'exclusion de Vercoutre lors de la réception du LOSC pour prendre part aux 20e et 21e journées de championnat.
À la suite de la retraite de Rémy Vercoutre, il hérite de la place de numéro un pour la saison 2018-2019. Titulaire lors de la première journée, il est fautif sur deux des trois buts encaissés par les siens face au Paris Saint-Germain (défaite 3-0), auteur d'une relance imprécise dans l'axe dès la dixième minute puis en étant contré par Timothy Weah à la 89e. Lors de la suite de la saison, il effectue de nombreux arrêts, notamment deux penaltys face à Nice puis Lyon qui sauvent son club à de nombreuses reprises, mais qui n'empêchent pas la relégation.

#### Nottingham Forest
Le 17 mai 2022, avec le Nottingham Forest Football Club, il élimine Sheffield United pendant les demi-finales des barrages des montées en Premier League en arrêtant trois pénaltys et envoie son équipe à Wembley pour une finale face à Huddersfield.

#### RC Lens
Il arrive au RC Lens peu de temps après son sacre avec son ancien club ainsi qu'une montée en Premier League. Il devient par alors, le gardien le plus cher acheté par les Sang et Or (aux alentours des 5 millions d'euros).
Début août, après une préparation avec le groupe professionnel et une succession de matchs amicaux lors de laquelle son équipe ne connaît pas la défaite, le gardien s'impose comme titulaire. Il fait ses débuts avec l'équipe première lors de la première journée de championnat de Ligue 1. Son équipe et lui remportent la partie contre le Stade brestois 29 sur le score de 3 à 2 où il arrête sur un pénalty avant qu'il ne soit retiré pour obstruction de ses coéquipiers sur l'équipe adverse ; la deuxième tentative se solde par un but. Brice Samba se montre comme l'un des meilleurs gardiens de Ligue 1, notamment par son jeu au pied — il est le gardien qui a touché le plus de ballons hors de sa surface dans le championnat —, et fait le spectacle avec un arrêt à une main sur un long ballon d'Adil Rami en septembre.
Pour sa première saison dans l'Artois, le RC Lens termine 2e à 1 point du champion et se qualifie directement pour la Ligue des champions 20 ans après sa dernière participation. Sur un plan plus personnel, Brice Samba aura disputé 37 des 38 matchs joués par son équipe cette saison en Ligue 1 (sous le coup d'une suspension pour le début de saison prochaine en cas de nouveau carton jaune, il est laissé sur le banc lors de la dernière journée face à l'AJ Auxerre au profit de Jean-Louis Leca, son suppléant (1-3)). S'il n'a pas disputé la Coupe de France, là aussi au profit de son remplaçant corse, ses très bonnes prestations lui auront ouverts les portes de l'équipe de France.
 
Sa très bonne saison est récompensée par sa nomination dans les 5 gardiens pour le titre de Meilleur gardien de la saison aux côtés de Gianluigi Donnarumma, Anthony Lopes, Lucas Chevalier et Pau López lors des Trophées UNFP, distinction qu'il remporte, et son élection parmi les joueurs qui composent L'équipe type de la saison aux côtés notamment de ses coéquipiers Seko Fofana, Loïs Openda et Kevin Danso.
Le 23 juillet 2023, Brice Samba prolonge son contrat avec les Sang et Or jusqu'en juin 2028,,.
Lors de sa deuxième saison au RC Lens, Brice Samba franchit un cap et devient capitaine à la suite du départ de Seko Fofana. Le 6 septembre, Brice Samba fait partie de la liste de 10 gardiens nommés pour le Trophée Yachine 2023 récompensant le meilleur gardien au monde de l'année lors de la cérémonie du Ballon d'or.

#### Stade rennais FC
Le 8 janvier 2025, Brice Samba quitte le RC Lens après deux saisons et demie. Il s'engage avec le Stade rennais FC en paraphant un contrat de quatre ans et demi, soit jusqu'en juin 2029,,. L'indemnité de son transfert est estimée à 15 millions d'euros,,.
Le 11 janvier 2025, il dispute son premier match avec le maillot des Rouge et Noir lors d'une défaite en championnat deux buts à un face à l'Olympique de Marseille,.

### Carrière internationale
Il est convoqué par le Congo en 2012 et participe à un stage avec l'équipe nationale à Auxerre, en France. Une expérience plutôt positive, qui le rassure sur l’organisation au sein de la sélection, mais il décide pourtant de ne pas donner suite lors de plusieurs convocations en janvier 2014 puis lors des éliminatoires de la Coupe d'Afrique des nations de football 2015 à la fin de la même année. Il fait également partie de la pré-sélection du Congo pour la phase finale de la compétition, mais finit par décliner indiquant n'avoir pas fait son choix sur son avenir international puisqu'il peut choisir de jouer avec son pays natal mais aussi pour la France qui l'a déjà convoquée en moins de 19 ans. En octobre 2015, il est de nouveau convoqué avec les Diables rouges mais refuse de nouveau la convocation.
Le 25 avril 2013, il acquiert la nationalité française par naturalisation.
Le 16 mars 2023, il est appelé pour la première fois avec les Bleus par Didier Deschamps en vue des matches qualificatifs à l'Euro 2024 contre les Pays-Bas et l'Irlande. Il est alors accompagné par les gardiens Alphonse Aréola, ancien Lensois, et Mike Maignan et endosse le rôle de numéro 3. Le trio de gardiens de l'équipe de France est renouvelé à la suite de la retraite internationale des gardiens Hugo Lloris et Steve Mandanda. Il est de nouveau convoqué lors du rassemblement suivant de juin mais passe numéro 2 dans la hiérarchie des gardiens reléguant Alphonse Aréola à son ancien rôle de numéro 3. Le 16 juin 2023, contre la sélection de Gibraltar, il profite de la blessure de Mike Maignan pour connaitre sa première sélection au cours de laquelle il n'encaisse pas de but et est victorieux malgré une frayeur sur un lob du milieu de terrain (0-3).
Le 16 mai 2024, il figure dans une liste de 25 joueurs appelés par Didier Deschamps pour l'Euro 2024 disputé en Allemagne mais ne joue aucun match. En mai 2025, il fait partie du groupe de 25 joueurs convoqués pour participer à la phase finale de Ligue des nations. La France termine troisième mais il reste sur le banc lors des deux matchs.

## Condamnation judiciaire
En août 2015, alors qu'il sortait de discothèque, Brice Samba provoque un accident de la route sur l’A31 entre Metz et Nancy, alors que son taux d'alcool est d'1,48 gramme d’alcool par litre de sang, supérieur à la limite autorisée de 0,5 g/l,. Le 18 février 2016, il est condamné par le tribunal correctionnel à 6 mois de prison avec sursis et 10 mois de suspension de permis.

## Statistiques

### En club
| Saison                | Club                     | Championnat           | Championnat | Championnat | Coupe(s) nationale(s) | Coupe(s) nationale(s) | Compétition(s) continentale(s) | Compétition(s) continentale(s) | Compétition(s) continentale(s) | Total | Total |
| Saison                | Club                     | Division              | M.          | B.          | M.                    | B.                    | Comp.                          | M.                             | B.                             | M.    | B.    |
| 2012-2013             | Le Havre AC              | Ligue 2               | -           | -           | 2                     | 0                     | -                              | -                              | -                              | 2     | 0     |
| 2012-2013             | Olympique de Marseille   | Ligue 1               | -           | -           | -                     | -                     | -                              | -                              | -                              | 0     | 0     |
| 2013-2014             | Olympique de Marseille   | Ligue 1               | 1           | 0           | 1                     | 0                     | C1                             | -                              | -                              | 2     | 0     |
| 2014-2015             | Olympique de Marseille   | Ligue 1               | -           | -           | 2                     | 0                     | -                              | -                              | -                              | 2     | 0     |
| 2016-2017             | Olympique de Marseille   | Ligue 1               | -           | -           | -                     | -                     | -                              | -                              | -                              | 0     | 0     |
| Sous-total            | Sous-total               | Sous-total            | 1           | 0           | 3                     | 0                     | -                              | -                              | -                              | 4     | 0     |
| 2015-2016             | AS Nancy-Lorraine (prêt) | Ligue 2               | 2           | 0           | 4                     | 0                     | -                              | -                              | -                              | 6     | 0     |
| 2017-2018             | SM Caen                  | Ligue 1               | 4           | 0           | 6                     | 0                     | -                              | -                              | -                              | 10    | 0     |
| 2018-2019             | SM Caen                  | Ligue 1               | 38          | 0           | -                     | -                     | -                              | -                              | -                              | 38    | 0     |
| 2019-2020             | SM Caen                  | Ligue 2               | 1           | 0           | -                     | -                     | -                              | -                              | -                              | 1     | 0     |
| Sous-total            | Sous-total               | Sous-total            | 43          | 0           | 6                     | 0                     | -                              | -                              | -                              | 49    | 0     |
| 2019-2020             | Nottingham Forest        | Championship          | 40          | 0           | 2                     | 0                     | -                              | -                              | -                              | 42    | 0     |
| 2020-2021             | Nottingham Forest        | Championship          | 45          | 0           | 1                     | 0                     | -                              | -                              | -                              | 46    | 0     |
| 2021-2022             | Nottingham Forest        | Championship          | 43          | 0           | 2                     | 0                     | -                              | -                              | -                              | 45    | 0     |
| Sous-total            | Sous-total               | Sous-total            | 128         | 0           | 5                     | 0                     | -                              | -                              | -                              | 133   | 0     |
| 2022-2023             | RC Lens                  | Ligue 1               | 37          | 0           | -                     | -                     | -                              | -                              | -                              | 37    | 0     |
| 2023-2024             | RC Lens                  | Ligue 1               | 33          | 0           | 1                     | 0                     | C1+C3                          | 6+2                            | 0+0                            | 42    | 0     |
| 2024-2025             | RC Lens                  | Ligue 1               | 15          | 0           | -                     | -                     | C4                             | 2                              | 0                              | 17    | 0     |
| Sous-total            | Sous-total               | Sous-total            | 85          | 0           | 1                     | 0                     | -                              | 10                             | 0                              | 96    | 0     |
| 2024-2025             | Stade rennais FC         | Ligue 1               | 17          | 0           | 1                     | 0                     | -                              | -                              | -                              | 18    | 0     |
| 2025-2026             | Stade rennais FC         | Ligue 1               | 1           | 0           | -                     | -                     | -                              | -                              | -                              | 1     | 0     |
| Sous-total            | Sous-total               | Sous-total            | 18          | 0           | 1                     | 0                     | -                              | -                              | -                              | 19    | 0     |
| Total sur la carrière | Total sur la carrière    | Total sur la carrière | 277         | 0           | 22                    | 0                     | -                              | 10                             | 0                              | 309   | 0     |

### En sélections nationales
| Saison                | Sélection             | Phases finales              | Phases finales | Phases finales | Éliminatoires | Éliminatoires | Ligue des Nations | Ligue des Nations | Matchs amicaux | Matchs amicaux | Total | Total |
| Saison                | Sélection             | Compétition                 | M              | B              | M             | B             | M                 | B                 | M              | B              | M     | B     |
| --------------------- | --------------------- | --------------------------- | -------------- | -------------- | ------------- | ------------- | ----------------- | ----------------- | -------------- | -------------- | ----- | ----- |
| 2022-2023             | France                | -                           | -              | -              | -             | -             | -                 | -                 | 1              | 0              | 1     | 0     |
| 2023-2024             | France                | Euro 2024                   | 0              | 0              | 2             | 0             | -                 | -                 | -              | -              | 2     | 0     |
| 2024-2025             | France                | Ligue des nations 2024-2025 | 0              | 0              | -             | -             | -                 | -                 | -              | -              | 0     | 0     |
| Total sur la carrière | Total sur la carrière | Total sur la carrière       | -              | -              | 2             | 0             | -                 | -                 | 1              | 0              | 3     | 0     |

### Liste des matchs internationaux
| Matchs internationaux de Brice Samba | Matchs internationaux de Brice Samba | Matchs internationaux de Brice Samba              | Matchs internationaux de Brice Samba | Matchs internationaux de Brice Samba | Matchs internationaux de Brice Samba | Matchs internationaux de Brice Samba |
|                                      | Date                                 | Lieu                                              | Adversaire                           | Résultat                             | Compétition                          | Notes                                |
| ------------------------------------ | ------------------------------------ | ------------------------------------------------- | ------------------------------------ | ------------------------------------ | ------------------------------------ | ------------------------------------ |
| 1.                                   | 16 juin 2023                         | Stade de l'Algarve, Almancil, Portugal            | Gibraltar                            | 0 - 3                                | Éliminatoires de l'Euro 2024         | Titulaire.                           |
| 2.                                   | 21 novembre 2023                     | Stade Agiá Sofiá, Athènes, Grèce                  | Grèce                                | 2 - 2                                | Éliminatoires de l'Euro 2024         | Titulaire.                           |
| 3.                                   | 23 mars 2024                         | Parc Olympique lyonnais, Décines-Charpieu, France | Allemagne                            | 0 - 2                                | Match amical                         | Titulaire.                           |

## Palmarès

### En club
En 2015, Brice Samba est champion de France CFA 2 (5e division) avec l'équipe réserve de l'Olympique de Marseille en prenant part à quatre rencontres de championnat.
Il remporte la Ligue 2 en 2016 avec l'AS Nancy-Lorraine et est vice-champion de France en 2023 avec le RC Lens.

### En sélection
Avec l'équipe de France, il termine troisième à la Ligue des nations en 2025.
| Olympique de Marseille rés. (1) | AS Nancy-Lorraine (1)          | RC Lens                            | Équipe de France                           |
| ------------------------------- | ------------------------------ | ---------------------------------- | ------------------------------------------ |
| - CFA 2 : - Champion en 2015.   | - Ligue 2 : - Champion en 2016 | - Ligue 1 - Vice-Champion en 2023. | - Ligue des nations : - Troisième en 2025. |

### Distinctions personnelles
- 2020 : membre de l'équipe type de Championship.
- Trophées UNFP 2023 : meilleur gardien de Ligue 1[36] et membre de l'équipe-type[37].
- 10e du Trophée Lev Yachine en 2023[38].